# Шантонне (кантон)
Шантонне (фр. Chantonnay) — кантон во Франции, находится в регионе Пеи-де-ла-Луар, департамент Вандея. Расположен на территории двух округов: пятнадцать коммун входят в состав округа Ла-Рош-сюр-Йон, одна – в состав округа Фонтене-ле-Конт.

## История
Кантон Шантонее был создан в 1790 году и его состав несколько раз менялся. Современный кантон Шантонне образован в результате реформы 2015 года.
С 1 января 2016 года состав кантона изменился: коммуны Булонь, Л’Уа, Лез-Эсар и Сент-Флоранс образовали новую коммуну Эсар-ан-Бокаж.

## Состав кантона с 1 января 2019 года
В состав кантона входят коммуны (население по данным Национального института статистики за 2019 г.):
- Бурнезо (3 403 чел.)
- Ла-Мерлатьер (1 014 чел.)
- Ла-Ферьер (5 315 чел.)
- Ле-Бупер (3 227 чел.)
- Роштрежу (988 чел.)
- Сен-Венсан-Стерланж (759 чел.)
- Сен-Жермен-де-Принсе (1 598 чел.)
- Сент-Илер-де-Вуи (1 079 чел.)
- Сен-Мартен-де-Нуайе (2 483 чел.)
- Сен-Пруан (1 662 чел.)
- Сент-Сесиль (1 597 чел.)
- Сигурне (912 чел.)
- Ториньи (1 231 чел.)
- Фужере (1 224 чел.)
- Шантонне (8 394 чел.)
- Эсар-ан-Бокаж (9 174 чел.)

## Политика
На президентских выборах 2022 г. жители кантона отдали в 1-м туре Эмманюэлю Макрону 39,3 % голосов против 22,9 % у Марин Ле Пен и 12,4 % у Жана-Люка Меланшона; во 2-м туре в кантоне победил Макрон, получивший 63,7 % голосов. (2017 год. 1 тур: Эмманюэль Макрон – 27,2 %, Франсуа Фийон – 25,9 %, Марин Ле Пен – 18,4 %, Жан-Люк Меланшон – 13,9 %; 2 тур: Макрон – 71,4 %. 2012 год. 1 тур: Николя Саркози — 32,9 %, Франсуа Олланд — 23,7 %, Марин Ле Пен — 14,6 %; 2 тур: Саркози — 56,8 %).
С 2021 года кантон в Совете департамента Вандея представляют бывший мэр коммуны Ториньи Александра Габорьо (Alexandra Gaboriau) и мэр коммуны Сент-Сесиль Сирил Гибер (Cyrille Guibert) (оба – Разные правые).
|                | Кандидаты                      | Партия                   | Первый тур | Первый тур     | Второй тур | Второй тур |
| Кол-во голосов | Кандидаты                      | Партия                   | % голосов  | Кол-во голосов | % голосов  |            |
| -------------- | ------------------------------ | ------------------------ | ---------- | -------------- | ---------- | ---------- |
|                | Александра Габорьо Сирил Гибер | Разные правые            | 5 990      | 61,51          | 6 982      | 74,54      |
|                | Эрик Пельтанш Марион Сванне    | Левый блок               | 2 130      | 21,87          | 2 385      | 25,46      |
|                | Кристиана Обер Кристоф Парадис | Национальное объединение | 1 618      | 16,62          |            |            |

|                | Кандидаты                     | Партия             | Первый тур | Первый тур |
| Кол-во голосов | Кандидаты                     | Партия             | % голосов  |            |
| -------------- | ----------------------------- | ------------------ | ---------- | ---------- |
|                | Изабель Муане Ив Овине        | Правый блок        | 8 550      | ' 54,67    |
|                | Кристиан Алле Коринн Сташовяк | Национальный фронт | 3 263      | 20,86      |
|                | Эрик Пельтанш Марион Сванне   | Левый блок         | 2 872      | 18,36      |
|                | Бижитт Буйер Жан Бюро         | Левый фронт        | 955        | 6,11       |